# Erastus Snow
Erastus Fairbanks Snow (St. Johnsbury, 9 novembre 1818 – Salt Lake City, 27 maggio 1888) è stato un presbitero statunitense.
Erastus fu un membro del Quorum dei Dodici della Chiesa di Gesù Cristo dei santi degli ultimi giorni (mormoni) dal 1849 al 1888. Snow fu anche una figura importante nella colonizzazione dell'Arizona, del Colorado, e del Nuovo Messico.
Snow Canyon State Park (vicino a  St. George, Utah), lo Snow College (a Ephraim (Utah) insieme a Lorenzo Snow) e la città di Snowflake (Arizona) (insieme a William J. Flake) portano il nome di Erastus Snow.
Snow entrò nella chiesa del Vermont all'inizio del decennio 1830. Uno dei missionari pensò che lui fosse Orson Pratt. Suo fratello, Zerubbabel Snow, entrò nella chiesa prima di lui.
Si trasferì a Kirtland (Ohio), ma passo la maggior parte del tempo in missione, principalmente in Pannsylvania. Successivamente servì a Salem (Massachusetts) dove battezzò diverse persone tra cui Nathaniel Ashby, un uomo con cui divise in duplex mentre risiedeva a Nauvoo, Illinois.
Erastus Snow fu il primo pioniere mormone ad attraversare le pianure. Fu uno dei primi due mormoni ad entrare nella Salt Lake Valley, l'altro era Orson Pratt.
Snow fu ordinato membro del Quorum dei Dodici il 12 febbraio 1849. Lo stesso giorno furono nominati anche Charles C. Rich, Lorenzo Snow e Franklin D. Richards.
Nell'ottobre 1849 alla conferenza generale, Snow fu chiamato a portare avanti una missione in Scandinavia. Il suo compagno di viaggio fu Peter O. Hansen, un mormone olandese, che si era unito alla chiesa a Boston. Concentrarono la maggior parte dei suoi sforzi in Danimarca, ma altri membri si unirono a loro, John E. Forsgren, che predicava il Vangelo in Svezia. Mentre prestava servizio come missionario in Danimarca, Snow battezzò il primo islandese che si unì alla chiesa, ordinandolo al sacerdozio, e lo rimandò in Islanda per predicare il Vangelo. Prima della fine della sua missione Snow cominciò a pubblicare una rivista periodica ecclesiastica in Danimarca.
Alla fine del decennio 1850 Snow servì come l'autorità che presiedeva la chiesa nel mid-west degli Stati Uniti, con base a St. Louis. Tornò nello Utah nel 1857 e costruì una fattoria.
Nel 1860 Snow andò in missione con Orson Pratt negli Stati dell'Est. All'epoca in cui raggiunsero gli Stati dell'Est fu eletto presidente Abraham Lincoln. Con l'imminente guerra furono in grado di ottenere molti membri della Chiesa che erano rimasti nella zona orientale così come molti convertiti si spostarono nello Utah.
Gran parte di questa migrazione avvenne nel 1861 dopo che la Guerra di secessione americana era cominciata. Dopo il ritorno nello Utah nel 1861 Snow fu fatto Apostolo, responsabile del insediamenti Utah meridionale.
Snow era il fratello di Primo Giudice dello Utah Zerubbabel Snow. La figlia di Erastus Snow, Elizabeth era la moglie di Anthony W. Ivins e la madre di Antoine R. Ivins.